# Saâdane Afif
Saâdane Afif, né en le 7 juillet 1970 à Vendôme (Loir-et-Cher), est un artiste français.

## Parcours
Diplômé des Beaux-Arts de Bourges, il vit successivement à Grenoble (France), Marseille (France), à Nice à la Villa Arson (France) et à Glasgow (Écosse) dans le cadre du programme de résidence de la Villa Médicis Hors les Murs. Depuis 2003, il vit et travaille à Berlin (Allemagne).

## Œuvres

### Lyrics
En 2004, lors de son exposition Melancholic Beat au Museum Folkwang de Essen, Saâdane Afif demande pour la première fois à l'artiste Lili Reynaud-Dewar d’écrire des paroles de chansons en relation avec les quatre oeuvres présentées : Brume, Everyday, Black Spirit et Blue Time. Cette simple expérience initie un procédé qui transformera profondément sa pratique artistique. 
Les commandes répondent à des règles très précises : Saâdane Afif adresse à l’auteur un document dans lequel il lui raconte une œuvre (titre, forme, contexte d’apparition, intentions, croquis). En retour la chanson demandée portera le même titre et gardera un lien avec l’objet décrit. Les textes sont ensuite présentés sur les murs aux côtés des oeuvres auxquelles ils se réfèrent, imitant ainsi les notices de présentations qui rythment le parcours des expositions. Pourtant, leur registre poétique défini par la commande les éloigne sciemment de toute attention didactique.
Intitulée Lyrics (Paroles), la série rassemble aujourd'hui plus de deux cents textes écrits par une centaine de personnes, dont une partie a été réunie dans le livre Paroles publié par le Wiels et Triangle Books en 2018. Les paroles de chansons, à la croisée de deux imaginaires et à la fois émanation et prolongement du sens d’une oeuvre donnée, les paroles de chansons deviendront à leur tour un matériau essentiel du travail de l’artiste.

## Expositions
- 2023 : The Coalman, Galerie Mehdi Chouakri, Berlin, Allemagne
- 2023 : In Search of the Heptahedron, Galerie Mehdi Chouakri, Berlin, Allemagne
- 2023: Enigma, Galerie Mehdi Chouakri, Berlin, Allemagne
- 2022 : The Fountain Archives [Index], Galerie Michèle Didier, Paris, France
- 2022 : Broken Music Vol. 2, 70 Years of Records and Sound Works by Artists, Hamburger Bahnhof – Nationalgalerie der Gegenwart, Berlin, Allemagne
- 2022 : Ridiculously Yours! Art, Awkwardness and Enthusiasm, Bundeskunsthalle Bonn, Allemagne
- 2021 : The Fountain Archives and Beyond..., Fundació Antoni Tàpies, Barcelone, Espagne
- 2021: Dwarf Lift Dwarf sings Pirates’ Who’s Who, Biennale de Beaufort, Belgique
- 2019 : Das Heptaeder, Galerie Mehdi Chouakri, Berlin, Allemagne
- 2019: The Fountain Archives, Fundacion Jumex, Mexico, Mexique
- 2019 : The Fairytale Recordings, Lafayette Anticipations, Paris, France
- 2019 : Der Traum der Bibliothek, Museum für Gegenwartskunst Siegen, Siegen, Allemagne
- 2018 : Musiques pour Tuyauterie, mor charpentier, Paris, France
- 2018 : This Is Ornemental, Kunsthalle Wien, Vienne, Autriche
- 2018 : Paroles, Wiels, Bruxelles, Belgique
- 2018 : Black Chords, Le Guess Who Festival, Utrecht, Pays-Bas
- 2018 : RE-SET: Appropriation and Transformation in Music and Art since 1900, Museum Tinguely, Bâle, Suisse
- 2018 : The Reservoir of Modernism, Museum Liechtenstein, Liechtenstein
- 2018 : Posters, Frac Normandie Rouen, Sotteville-lès-Rouen, France
- 2017 : Ici., Leopold-Hoesch-Museum & Papiermuseum Düren, Düren, Allemagne
- 2017 : Là-bas., La Panacée, Montpellier, France
- 2017 : The Fountain Archives, Nouveau Musée National de Monaco, Monaco, Monaco
- 2017 : The Fairytale Recordings, Frac Franche-Comté, Besançon, France
- 2017 : The Fountain Archives 2008-2017, Centre Pompidou, Paris, France
- 2017 : Performance! The collection of the Centre Pompidou, Tripostal, Lille, France
- 2017 : Oh les Beaux Jours, une esthétique des moyens disponibles, Biennale d’art contemporain d’Ottignies-Louvain-la-Neuve (9ème édition), Belgique
- 2016 : Quoi ? - L'Éternité, Atelier Hermès, Séoul, Corée du Sud
- 2016 : Vice de Forme: Das Kabarett, SCORES - Musical Works by Visual Artists, Hamburger Bahnhof, Berlin, Allemagne
- 2016 : Mount Moon Takes Monte Carlo, Nuit Blanche de Monaco, Monaco
- 2016 : Parler en langues, Nuit Blanche Paris, Ecole Nationale Supérieure des Beaux-Arts, Paris, France
- 2015 : Das Ende der Welt, Museum für Naturkunde, Berlin, Allemagne
- 2015 : Political Populism, Kunsthalle Wien, Vienne, Autriche
- 2015 : Her Ghost Friend, Three Tokyo Sessions, Tokyo Art Meeting VI – “TOKYO” - Sensing the Cultural Magma of the Metropolis, MOT, Tokyo, Japon
- 2015 : Threads: Fantasmagoria about Distance, Biennale de Kaunas, Lituanie
- 2015 : Moscow Biennale of Contemporary Art (6ème édition), Moscou, Russie
- 2015 : The Laguna’s Tribute, All the World’s Futures, 56th International Art Exhibition, Biennale de Venise, Venise, Italie
- 2014 : Là-bas., Biennale de Berlin pour l'art contemporain (8ème édition), Berlin, Allemagne
- 2014 : Là-bas., Kunsthaus Glarus, Suisse
- 2014 : Ici., Günther-Peill-Stiftung am Leopold-Hoesch-Museum & Papiermuseum Düren, Düren, Allemagne
- 2014 : Affiches & Fontaines, Xavier Hufkens, Bruxelles, Belgique
- 2014 : Blue Times, Kunsthalle Wien, Vienne, Autriche
- 2014 : Souvenirs: Leçon de Géométrie, Where are we now?, Biennale de Marrakech, Marrakech, Maroc
- 2014 : Sept notes sur le travail de Peter Roehr, Mouse On Mars – 21 AGAIN Festival, Hebbel Am Ufer, Berlin, Allemagne
- 2013 : Blue Time, Blue Time, Blue Time..., Institut d'Art Contemporain, Villeurbanne, France
- 2013 : Sept notes sur le travail de Peter Roehr (with Peter Roehr), Galerie Mehdi Chouakri, Berlin, Allemagne
- 2013 : Mount Moon, The Basel Tour, Liste 18, Bâle, Suisse
- 2013 : The Fairytale Recordings, WWTBD – What Would Thomas Bernhard Do, Kunsthalle Wien, Vienne, Autriche
- 2013 : The Present Order is the Disorder of the Future, Museum Kurhaus Kleve, Allemagne
- 2013 : Héritages, Re:emerge-Towards a New Cultural Cartography, Biennale de Sharjah (11ème édition), Sharjah, Émirats arabes unis
- 2012 : Anthologie de l’Humour Noir, Museum für Moderne Kunst, Francfort, Allemagne
- 2012 : L’S BELLS – The Busker of the Gray Line, Ludlow 38, New York, États-Unis
- 2012 : Made in Germany 2: Internationale Kunst in Deutschland, Sprengel Museum, Hanovre, Allemagne
- 2012 : Art and the City, Public Space Project, Zurich, Suisse
- 2011 : The Fairytale Recordings, Schinkel Pavillon, Berlin, Allemagne
- 2011 : Echoes, Centre Culturel Suisse, Paris, France
- 2011 : Melanchotopia, Centre d'art contemporain Witte de With, Rotterdam, Pays-Bas
- 2011 : Meeting Points 6: Locus Agonistess – Practices and Logics of the Civic, Argos, Bruxelles, Belgique
- 2011 : Meeting Points 6: Locus Agonistess – Practices and Logics of the Civic, Beirut Art Center, Beyrouth, Liban
- 2010 : A Lecture, A Recording & Few Witnesses, OPA Oficina para Proyectos de Arte, Guadalajara, Mexique
- 2010 : Saâdane Afif – Anthologie de l’Humour Noir, Centre Pompidou, Paris, France
- 2010 : Morality, Centre d'art contemporain Witte de With, Rotterdam, Pays-Bas
- 2010 : ACT VII: Of Facts and Fables, Centre d'art contemporain Witte de With, Rotterdam, Pays-Bas
- 2010 : La Carte d’après Nature. An Artist’s Selection by Thomas Demand, Villa Paloma, Monaco, Monaco
- 2009 : Feedback, EACC Espai d’Art Contemporani de Castelló, Castelló, Espagne
- 2009 : Vice de Forme : In Search of Melodies, Galerie Michel Rein, Paris, France
- 2008 : TWO..., FRAC Fonds Régional d'Art Contemporain Basse-Normandie, Caen, France
- 2008 : ONE, FRAC Fonds Régional d'Art Contemporain Pays de la Loire, Carquefou, France
- 2008 : Technical Specifications, Centre d'art contemporain Witte de With, Rotterdam, Pays-Bas
- 2007 : 58:22 & Some Words, Galerie Mehdi Chouakri, Berlin, Allemagne
- 2007 : Airs de Paris, Centre Pompidou, Paris, France
- 2007 : Black Chords, Documenta 12, Cassel, Allemagne
- 2006 : Power Chords, Fondation Prince Pierre de Monaco, Monaco, Monaco
- 2006 : La Répétition, Galleria Maze, Turin, Italie
- 2006 : Power Chords, Cité de la Musique, Paris, France
- 2006 : Expats/Clandestines, Wiels, Bruxelles, Belgique
- 2005 : Lyrics, Palais de Tokyo, Paris, France
- 2005 : One Million BPM, Cimaise et portique, Albi, France
- 2005 : Biennale de Tirana (3ème édition), Tirana, Albanie
- 2005 : Down at the Rock’nRoll Club, Biennale de Moscou pour l'art contemporain, Musée de Lénine, Moscou, Russie
- 2004 : Melancholic Beat, Museum Folkwang, Essen, Allemagne
- 2004 : Playlist, Palais de Tokyo, Paris, France
- 2001 : Mise à flot, Le Creux de l’Enfer, Thiers, France
- 2001 : Parallèle Parallaxe Paradoxe, Maison Populaire, Montreuil, France

## Prix
- 2015 : lauréat du Prix Meurice pour l'art contemporain, Paris, France
- 2012 : lauréat du Prix Günther-Peill-Stiftung, Düren, Allemagne
- 2009 : lauréat du Prix Marcel Duchamp, Paris, France
- 2006 : deuxième lauréat du Prix international d’art contemporain de la fondation Prince Pierre de Monaco, Monaco
- 2002 : lauréat du programme de résidence de la Villa Médicis Hors les Murs, Glasgow, Écosse

## Collections
Les travaux de Saâdane Afif figurent dans de nombreux musées et collections publiques à travers le monde. Parmi les collections de musées, nous pouvons citer le Musée d'art moderne de la ville de Paris ; le Centre Pompidou ; le Nouveau Musée National de Monaco ; le Kunstmuseum Liechtenstein à Vaduz ; le Musée national d'Art moderne de Tokyo, au Japon ; le Musée Haus Konstruktiv à Zurich, en Suisse ; le Museum für Moderne Kunst à Francfort-sur-le-Main, en Allemagne ; le MUDAM, Musée d'Art Contemporain du Luxembourg et à l'Institut d'art contemporain de Villeurbanne.
Parmi les collections publiques, on peut citer nombreux Fonds régionaux d'art contemporain, notamment ceux des régions Île-de-France, Poitou-Charentes, Champagne-Ardenne ou Pays de la Loire ainsi que le FRAC Provence-Alpes-Côte d'Azur ; la collection de la fondation Lafayette Anticipations ; le Centre national des arts plastiques (CNAP) et la fondation Kadist.